# United We Stand
United We Stand est un pay-per view internet (PPVI) de catch professionnel produit par Impact Wrestling, il se déroula le 4 avril 2019 à Rahway dans le New Jersey. Il est le deuxième événement de 2019 produit par Impact Wrestling. Il implique des lutteurs venant de la  Lucha Libre AAA Worldwide (AAA) et de la Lucha Underground qui ont un partenariat avec Impact. Des lutteurs de la Major League Wrestling (MLW), Dragon Gate et Wrestle Pro apparaissent également sur la carte. Le show fut diffusé en streaming live sur FITE TV.

## Matches
| No.                                            | Résultats | Stipulations                                                 | Temps |
| ---------------------------------------------- | --- | ------------------------------------------------------------ | ----- |
| 1                                              | Johnny Impact bat Ace Austin, Dante Fox, Jake Crist et Pat Buck                                                                               | Ultimate X match pour un futur X Division Championship match | 12:25 |
| 2                                              | Team Lucha Underground (Aerostar, Daga, Drago et Marty The Moth Martínez) bat Team Impact (Brian Cage, Eddie Edwards, Moose et Tommy Dreamer) | Eight-man tag team match                                     | 10:30 |
| 3                                              | Taya Valkyrie (c) bat Jordynne Grace, Katie Forbes et Rosemary                                                                                | Four-way match pour le Impact Knockouts Championship         | 9:00  |
| 4                                              | The Latin American Xchange (Santana et Ortiz) (avec Konnan) battent Promociones Dorado (Low Ki et Ricky Martinez)                             | Tag team match                                               | 12:40 |
| 5                                              | Tessa Blanchard bat Joey Ryan | Intergender match                                            | 10:30 |
| 6                                              | Rich Swann (c) bat Flamita | Match simple pour le Impact X Division Championship          | 7:50  |
| 7                                              | Sami Callihan bat Jimmy Havoc | Monster's Ball match                                         | N/A   |
| 8                                              | The Lucha Bros (Fénix et Pentagón Jr.) battent Rob Van Dam et Sabu                                                                            | Extreme Rules tag team match                                 | 8:05  |
| - (c) – se réfère au(x) champion(s) d'un match | |                                                              |       |